# The Brick: Bodega Chronicles
Pour les articles homonymes, voir Brick.
Albums de Joell Ortiz
Free Agent
(2011)
The Brick: Bodega Chronicles est le premier album studio de Joell Ortiz, sorti le 24 avril 2007. 
L'album a été publié chez Koch, label avec lequel le rappeur était toujours engagé bien qu'il ait signé sur celui de Dr. Dre, Aftermath Entertainment.

## Liste des titres
| No  | Titre                                                                                                | Contient un (des) sample(s) de                   | Durée |
| --- | --- | ------------------------------------------------ | ----- |
| 1.  | 125 Part 1 (The Bio) (Produit par Moss)                                                              | Feelin' Good de Clara Ward                       | 5:28  |
| 2.  | Brooklyn (Remix) (featuring Cashmere, Maino, Solomon et Big Daddy Kane – Produit par JPaz)           | Queen of My Soul de l'Average White Band         | 2:45  |
| 3.  | Caught Up (Produit par DJ EMZ)                                                                       |                                                  | 3:37  |
| 4.  | Night in My P's (featuring Big Noyd – Produit par Ax the Bull)                                       |                                                  | 2:26  |
| 5.  | 125 Part 2 (Fresh Air) (Produit par Frank Dukes)                                                     |                                                  | 5:10  |
| 6.  | Hip Hop (Produit par Hecks)                                                                          |                                                  | 3:25  |
| 7.  | Modern Day Slavery (featuring Immortal Technique – Produit par Jonyfraze)                            | A Change Is Gonna Come d'Otis Redding            | 2:48  |
| 8.  | 125 Part 3 (Connections) (featuring Ras Kass, Stimuli, Grafh et Gab Gacha – Produit par Frank Dukes) | Half a Man de Bunny Sigler                       | 6:05  |
| 9.  | BQE (featuring Lord Black – Produit par The Alchemist)                                               | Aftermath de David Lindup                        | 4:11  |
| 10. | Block Royal (Produit par Prince et Machavelli)                                                       |                                                  | 2:49  |
| 11. | Latino (featuring La Bruja – Produit par The Mighty V.I.C.)                                          | Blue Shadow d'Alan Parker                        | 3:36  |
| 12. | Keep on Callin' (featuring Akon – Produit par P-Money)                                               |                                                  | 3:44  |
| 13. | Time Is Money (featuring Styles P – Produit par Street Radio)                                        |                                                  | 3:02  |
| 14. | Brooklyn Bullshit (Produit par Showbiz)                                                              | Long as There's You (I Got Love) de Leon Haywood | 4:20  |
| 15. | 125 Part 4 (Finale) (Produit par Frank Dukes)                                                        | In the Valley of My World des Independents       | 5:43  |